# Dubravius Dániel
Dubravius Dániel (Zsolna, 1595. október 15. – Szenice, 1655. február 7.) evangélikus püspök.

## Élete
Zsolnáról származott, szülei gondos nevelésben részesítették, mire a hazában végzett tanulás után 1618. október 3-ától a wittenbergi egyetem hallgatója volt 1619-ig, amikor visszatért hazájába. Ezután Trencsénben, Breznóbányán és 1625-ben Bánócon tanított; innét 1628-ban Predmirre Illésházy Gáspár gróf házához udvari lelkésznek, majd rendes lelkésznek Szenicre ment, ahonnan azonban az 1638. vallásüldözés alkalmával menekülnie kellett; végül 1648. június 9-én a bánóci zsinaton püspökké választották. Jeles egyházi szónok és a Bibliában járatos volt; a trencséni kontubernium és testvériség törvényeit még mint predmiri lelkész (1641. január 30.) ő is aláirta; ezen alkalomból a Zsolnán egybegyűlt lelkésztársai őt és Wislicenus János puchói prédikátort, mint akik magyarul is beszéltek, választották követekül Illésházy Gábor grófnak lakodalmára Liptó megyébe, hogy ott a nemes főurakkal értekezzenek, s minthogy durva posztóból készült ruhája volt, Ladivér Illés kölcsönözte neki az övét, mely szebb is, jobb is volt; útiköltségre a közös pénztárból 7 frt 60 denárt kaptak.

## Művei
- Gymnasium logicum in ordine et methodo defensum sub praes. M. Balthasar Fuhrmann. Wittebergae, 1619.
- Evenjelická Ručny Knisska. Szenicz, 1650. (Evang. kézikönyvecske, t. i. Horn Mátyásnak Evangelisches Handbuch-ja, ki azt Megander Keresztély álnévvel cseh nyelvre lefordította, mire D. saját költségén újra kiadta; azután is több kiadást ért.)